# Puchar Vala Barkera
Puchar Vala Barkera − nagroda przyznawana przez AIBA pięściarzowi, który zaprezentował podczas danych letnich igrzysk olimpijskich najlepszy styl i technikę. Została ustanowiona w 1936 roku na cześć Vala Barkera, angielskiego działacza bokserskiego.

## Lista nagrodzonych
| Igrzyska         | Nagrodzony           | Kategoria wagowa | Medal   |
| ---------------- | -------------------- | ---------------- | ------- |
| Berlin 1936      | Louis Laurie         | lekka            | brązowy |
| Londyn 1948      | George Hunter        | półciężka        | złoty   |
| Helsinki 1952    | Norvel Lee           | półciężka        | złoty   |
| Melbourne 1956   | Richard McTaggart    | lekka            | złoty   |
| Rzym 1960        | Giovanni Benvenuti   | półśrednia       | złoty   |
| Tokio 1964       | Walerij Popienczenko | średnia          | złoty   |
| Meksyk 1968      | Philip Waruinge      | piórkowa         | brązowy |
| Helsinki 1972    | Teófilo Stevenson    | ciężka           | złoty   |
| Montreal 1976    | Howard Davis Jr.     | lekka            | złoty   |
| Moskwa 1980      | Patrizio Oliva       | lekkopółśrednia  | złoty   |
| Los Angeles 1984 | Paul Gonzales        | papierowa        | złoty   |
| Seul 1988        | Roy Jones Jr.        | lekkośrednia     | srebrny |
| Barcelona 1992   | Roberto Balado       | superciężka      | złoty   |
| Atlanta 1996     | Wasilij Żyrow        | półciężka        | złoty   |
| Sydney 2000      | Oleg Saitow          | półśrednia       | złoty   |
| Ateny 2004       | Baktijar Artajew     | półśrednia       | złoty   |
| Pekin 2008       | Wasyl Łomaczenko     | piórkowa         | złoty   |
| Londyn 2012      | Seryk Säpijew        | półśrednia       | złoty   |